# Claire Akossiwa
Claire Akossiwa, togovska veslačica, * 11. avgust 1996.
Za Togo je nastopila v enojcu na Poletnih olimpijskih igrah 2016 v Rio de Janeiru..